# سرفيل أنطرسكي خشن
سرفيل أنطرسكي خشن (الاسم العلمي:Anthriscus scabra) هو نوع غير مؤكد من النباتات يتبع جنس السرفيل الأنطرسكي من الفصيلة الخيمية.